# Huntington Beach
Huntington Beach é uma cidade localizada no litoral do Condado de Orange, no estado norte-americano da Califórnia. Foi incorporada em 17 de fevereiro de 1909 sob seu primeiro prefeito, Ed Manning. É limitada pelo Oceano Pacífico ao oeste, por Seal Beach ao norte, por Costa Mesa e por Newport Beach ao sul, por Westminster no nordeste, e por Fountain Valley a leste.
É conhecida pelos seus 14 quilômetros de praia, clima suave, e ondas propícias para a prática de surf. As ondas são um efeito natural causado pelo borda-difracção de inchamentos do oceano pela Ilha de Catalina, e pelas ondas causadas por furacões distantes. Por causa da curva do linha da costa em Huntington Beach, a praia local vira-se para sudoeste. No verão, apanha então os ventos dos furacões que se deslocam na zona do México.
O seu colaborador original era a companhia de Huntington Beach, uma empresa virada para o desenvolvimento imobiliário de Henry Huntington, um magnate dos caminhos de ferro, ao qual a cidade deve o nome. A companhia de Huntington é ainda um latifundiário principal na cidade, e possui ainda a maioria dos direitos da minas locais. O primeiro liceu da cidade, o High School de Huntington Beach foi construído em 1906. A equipe da escola, os Oilers, é assim apelidada devido ao recurso natural abundante da região.
O porto de Huntington é apropriado para embarcações de pequeno porte, e incluí uma doca, uma rampa de lançamento, serviços básicos e alguns restaurantes.
A entrada do porto é restringida às vezes pela marinha dos E.U., que carrega navios com os munições para a estação de armas navais ao norte da canaleta principal.

## Geografia
De acordo com o United States Census Bureau, a cidade tem uma área de 82,6 km², onde 69,3 km² estão cobertos por terra e 13,3 km² por água.

### Clima
O clima é geralmente ensolarado, seco e frio, embora as noites possam estar excessivamente húmidas. De manhã e de noite, há frequentemente brisas fortes de 15 mph (25 km/h). As temperaturas de água do oceano chegam a uma média de 10 a 15 °C (55 ao °F 65). No verão, as temperaturas raramente excedem os 25 °C (F 85°). No inverno, as temperaturas raramente caem abaixo do 10 °C (°F 55), mesmo em noites sem nuvens. Há aproximadamente 250mm de chuva, quase tudo na meia estação. A geada ocorre somente nas noites mais frias do inverno.

## Demografia
Segundo o censo nacional de 2010, a sua população é de 189 992 habitantes e sua densidade populacional é de 2 742,29 hab/km². Possui 78 003 residências, que resulta em uma densidade de 1 125,87 residências/km².